# Класен, Вим
Виллем Фредерик (Вим) Класен (нидерл. Willem Frederik "Wim" Klaasen; 15 марта 1920, Амстердам — 18 декабря 1981, там же) — нидерландский футболист, игравший на позиции защитника, выступал за амстердамский «Аякс».

## Спортивная карьера
В возрасте 14 лет вступил в футбольный клуб «Аякс» в качестве кандидата. Ранее он был членом клуба «Остерпарк». На тот момент Вим проживал с родителями в центральной части Амстердама по адресу Гроте Виттенбюргерстрат 42. Летом 1936 года был переведён в юниоры. В сезоне 1936/37 в составе первой юношеской команды стал чемпионом страны в своей возрастной категории — в том сезоне играл на позиции полузащитника. С 1940 года стал выступать за второй и третий состав.
За основной состав «Аякса» провёл одну официальную игру, дебютировав 20 октября 1940 года в 5-м туре чемпионата Нидерландов против клуба «Ксерксес». В гостевой встрече в Роттердаме он вышел с первых минут, заменив в стартовом составе травмированного защитника Яна Потхарста. В середине первого тайма амстердамцы открыли счёт, отличился Крис Аккерман, но незадолго до перерыва Кок сравнял счёт после штрафного удара. Во втором тайме ошибка Класена привела ко второму голу хозяев поля — он отдал пас прямо в ноги сопернику, нападающему Эппи Хувенбергу, который обводящим ударом отправил мяч в ворота «Аякса». Автором третьего гола стал Кок, оформивший в конце матча дубль.
В сезоне 1943/44 в составе второй команды «Аякса» стал чемпионом резервного первого класса. В конце мая 1944 года принял участие в нескольких выставочных матчах «Аякса», который был представлен в основном резервными игроками, включая Йопа Келлера, Вима Геркинга и Хенни Мейера. В сентябре 1948 года запросил перевод в амстердамский клуб ОВВО. В октябре того же получил разрешение на переход.

## Личная жизнь
Отец — Виллем Фредерик Класен, мать — Нельте Кёйпер. Родители были родом из Амстердама, они поженились в сентябре 1919 года — на момент женитьбы отец работал водопроводчиком.
Был женат трижды. В первый раз женился в возрасте двадцати двух лет — его супругой стала Вилхелмина (Вилли) Беккер. Их брак был зарегистрирован 11 июня 1942 года в Амстердаме. В декабре 1949 года родился сын Виллем Фредерик (Вим), который тоже стал футболистом — играл за юношеский и молодёжный состав «Аякса», а в 1969 году перешёл в «Де Волевейккерс».
В марте 1954 года женился на 35-летней Адриантье Брёйнир, уроженке Амстердама, но спустя четыре года они развелись. Его последней супругой была Герарда Принс, родившаяся в 1923 году.
Умер 18 декабря 1981 года в Амстердаме в возрасте 61 года.
Его внук, Роберт Класен, играл за «Кортрейк», «Спарту», «Де Графсхап» и «Роду», а с 2022 года является игроком ВВВ-Венло.